# 21 febbraio
Il 21 febbraio è il 52º giorno del calendario gregoriano. Mancano 313 giorni alla fine dell'anno (314 negli anni bisestili).

## Eventi
- 362 - Sant'Atanasio fa ritorno ad Alessandria d'Egitto
- 1339 - Battaglia di Parabiago, combattuta tra le truppe dei Signori di Milano, Azzone Visconti e lo zio Luchino, e la Compagnia di San Giorgio guidata da Lodrisio, fratello di Luchino: secondo la leggenda, viene risolta da un intervento miracoloso di Sant'Ambrogio a favore dei primi
- 1431 - Iniziano le udienze del processo a Giovanna d'Arco
- 1440 - Formazione della Confederazione Prussiana
- 1543 - Battaglia di Wayna Daga: un esercito di truppe etiopi e portoghesi sconfigge un esercito musulmano comandato da Ahmed Gragn
- 1613 - Michele di Russia è eletto all'unanimità Tsar dall'Assemblea Nazionale, iniziando la dinastia dei Romanov
- 1637 - Enrico di Lorena-Harcourt saccheggia Oristano
- 1743 - A Londra si svolge la prima dell'oratorio Sansone di George Frideric Handel
- 1804 - La prima locomotiva a vapore esce dalla fabbrica della Pen-y-Darren Ironworks in Galles
- 1842 - John J. Greenough brevetta la macchina per cucire
- 1846 - Rivolta di Cracovia guidata da Edward Dembowski per l'indipendenza della Polonia dall'Austria
- 1848 - Karl Marx e Friedrich Engels pubblicano il Manifesto del Partito Comunista
- 1878 - Il primo elenco telefonico viene distribuito a New Haven (Connecticut)
- 1885 - Inaugurazione dell'appena completato Monumento a Washington
- 1893 - Thomas Edison riceve due brevetti per un "Cut Out for Incandescent Electric Lamps" e per una "Stop Device"
- 1907 - 125 persone periscono nell'affondamento dell'S.S. Berlin vicino Hoek van Holland
- 1916 - Prima guerra mondiale: comincia la battaglia di Verdun
- 1917 - Prima guerra mondiale: una squadra di quattro uomini affiliati al Servizio Informativo della Regia Marina effettua il Colpo di Zurigo, infiltrandosi nel consolato generale austro-ungarico in Svizzera, aprendo la cassaforte del capitano di vascello Rudolf Mayer e sottraendo documenti utili a smantellare reti spionistiche austriache in Italia, Gran Bretagna, Francia e Stati Uniti
- 1918 - L'ultimo Pappagallo della Carolina muore in cattività nello zoo di Cincinnati
- 1919 - Kurt Eisner, presidente della Repubblica Bavarese dei Consigli, viene assassinato da Anton Graf von Arco auf Valley
- 1925 - Il The New Yorker pubblica il suo primo numero
- 1935 - A Parigi nasce la Lancôme, azienda di cosmetici
- 1937 - La Società delle Nazioni mette al bando i volontari stranieri nazionalisti nella guerra civile spagnola
- 1947 - A New York, Edwin Land tiene una dimostrazione della prima "macchina fotografica istantanea", la Polaroid Land Camera 1000, a un raduno della Optical Society of America
- 1952
  - Nel Regno Unito il governo Churchill abolisce le carte d'identità
  - In Bangladesh si ricorda il sacrificio dei martiri della lingua con l'istituzione del monumento Shaheed Minar
- 1953 - Francis Crick e James Watson scoprono la struttura della molecola del DNA
- 1960 - Il leader cubano Fidel Castro nazionalizza tutte le imprese della nazione
- 1965 - Malcolm X viene assassinato a New York da membri della Nazione dell'Islam
- 1970 - Volo Swissair 330: l'esplosione di una bomba e il susseguente schianto uccidono 38 passeggeri e nove membri dell'equipaggio vicino a Zurigo, Svizzera
- 1972
  - Il presidente statunitense Richard Nixon visita la Repubblica Popolare Cinese per normalizzare le relazioni cino-americane
  - La navetta spaziale sovietica Luna 20 (senza uomini a bordo) sbarca sulla Luna
- 1973 - Volando sul Deserto del Sinai, caccia dell'aviazione militare israeliana abbattono un aereo della Libyan Airlines causando 108 vittime
- 1974 - Gli ultimi soldati israeliani lasciano la sponda occidentale del Canale di Suez in adempimento della tregua con l'Egitto
- 1975 - Scandalo Watergate: l'ex procuratore generale degli Stati Uniti John N. Mitchell e gli ex aiutanti della Casa Bianca H. R. Haldeman e John Ehrlichman vengono condannati alla prigione
- 1992 - Accogliendo il piano messo a punto dall'americano Cyrus Vance, il Consiglio di sicurezza delle Nazioni Unite istituisce l'UNPROFOR, la forza di protezione per la ex Jugoslavia, dando inizio alla più imponente e costosa operazione di caschi blu della storia
- 1995 - Steve Fossett atterra a Leader (Saskatchewan), Canada, diventando la prima persona a compiere la traversata dell'Oceano Pacifico in solitaria con una mongolfiera
- 2001 - Jorge Mario Bergoglio, futuro papa Francesco, viene elevato al rango di cardinale da papa Giovanni Paolo II; nello stesso concistoro riceve la porpora cardinalizia Crescenzio Sepe, dal 2006 Arcivescovo di Napoli
- 2004 - Viene fondato a Roma il Partito Verde Europeo
- 2007 - Il governo britannico annuncia un parziale ritiro di truppe dall'Iraq
- 2008 - Estonia, Italia, Danimarca e Lussemburgo riconoscono ufficialmente l'indipendenza della provincia indipendentista serba del Kosovo
- 2011 - Libia: secondo fonti civili, dei caccia hanno sparato sulla folla dei manifestanti a Tripoli, e inoltre sembrerebbe che due navi militari abbiano rifiutato l'ordine di bombardare Bengasi e si siano rifugiate a Malta; il numero delle vittime è di 300 morti per il governo libico, o intorno alle migliaia secondo le organizzazioni non governative
- 2012 - L'eurogruppo concede alla Grecia 130 miliardi di euro di aiuti, scongiurando in questo modo il default della stessa
- 2020 - Primo contagiato di coronavirus a Codogno; l'Italia diventa il terzo Paese al mondo a registrare dei contagiati dopo Cina e Iran
- 2022 - Il presidente russo Vladimir Putin riconosce le repubbliche autoproclamate del Doneck e del Lugansk nell'est dell'Ucraina

## Nati
Ci sono circa 1 240 voci su persone nate il 21 febbraio; vedi la pagina Nati il 21 febbraio per un elenco descrittivo o la categoria Nati il 21 febbraio per un indice alfabetico.

## Morti
Ci sono circa 520 voci su persone morte il 21 febbraio; vedi la pagina Morti il 21 febbraio per un elenco descrittivo o la categoria Morti il 21 febbraio per un indice alfabetico.

## Feste e ricorrenze

### Civili
Internazionali:
- Giornata internazionale della lingua madre indetta dall'UNESCO

Nazionali:
- Brasile - Giorno nazionale dell'immigrazione italiana[1]
- Italia - Giornata nazionale del braille

### Religiose
Cristianesimo:
- San Pier Damiani, vescovo e dottore della Chiesa
- Santa Eleonora di Provenza, regina d'Inghilterra
- Sant'Eustazio di Antiochia, vescovo
- San Felice I di Metz, vescovo
- Santi Germano e Randoaldo, monaci
- San Paterio di Brescia, vescovo
- San Pipino di Landen
- San Robert Southwell, sacerdote e martire
- San Valerio del Bierzo, monaco ed eremita
- Beati Baldassarre, Antonio e Ignazio Uchibori, fratelli giapponesi, martiri
- Beato Claudio di Portacieli, cardinale
- Beata Maria Enrichetta Dominici, vergine
- Beato Noël Pinot, martire
- Beato Tommaso Pormort, sacerdote e martire

Religione romana antica e moderna:
- Feralia, dedicata agli dèi Inferi e a Tacita
- Undicesimo e ultimo giorno dedicato ai Mani familiari (dies parentalis)